# Thyas
Thyas là một chi bướm đêm thuộc họ Erebidae.

## Hình ảnh

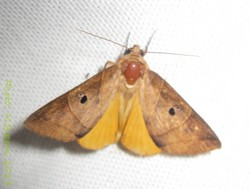

## Loài
- Thyas arcifera (Hampson, 1913)
- Thyas coronata (Fabricius, 1775)
- Thyas honesta Hübner, 1806
- Thyas javanica (Gaede, 1917)
- Thyas juno (Dalman, 1823)
- Thyas metaphaea (Hampson, 1913)
- Thyas miniacea (Felder & Rogenhofer, 1874)